# 2023년 북대서양 허리케인

## 설명
- 활동 기간은 미국 날짜로 표시한다.

## 허리케인 이름
- 제 1호 허리케인 Unnamed (2301)
- 제 2호 허리케인 알린 (2302)
- 제 3호 허리케인 브렛 (2303)
- 제 4호 허리케인 신디 (2304)
- 제 5호 허리케인 돈 (2305)
- 제 6호 허리케인 에밀리 (2306)
- 제 7호 허리케인 프랭클린 (2307)
- 제 8호 허리케인 거트 (2308)
- 제 9호 허리케인 헤롤드 (2309)
- 제 10호 허리케인 이달리아 (2310)
- 제 11호 허리케인 호세 (2311)
- 제 12호 허리케인 카티아 (2312)
- 제 13호 허리케인 리 (2313)
- 제 14호 허리케인 마고 (2314)
- 제 15호 허리케인 나이젤 (2315)
- 제 16호 허리케인 오필리아 (2316)
- 제 17호 허리케인 필립 (2317)
- 제 18호 허리케인 리나 (2318)
- 제 19호 허리케인 션 (2319)
- 제 20호 허리케인 태미 (2320)

## 같이 보기
- 2023년 태풍
- 2023년 동태평양 허리케인
- 2023년 북인도양 사이클론